# Bahnhof Mosbach (Baden)
Der Bahnhof Mosbach (Baden) ist neben dem Eisenbahnknotenpunkt Neckarelz und dem Haltepunkt Mosbach West einer von drei Bahnstationen in der badischen Kreisstadt Mosbach im Neckar-Odenwald-Kreis. Er liegt an Streckenkilometer 53,4 der Bahnstrecke Neckarelz–Osterburken. Er wurde zur Landesgartenschau 1997 als Ersatz für den bisherigen Mosbacher Bahnhof in unmittelbarer Nähe zur Mosbacher Altstadt eröffnet.

## Geschichte

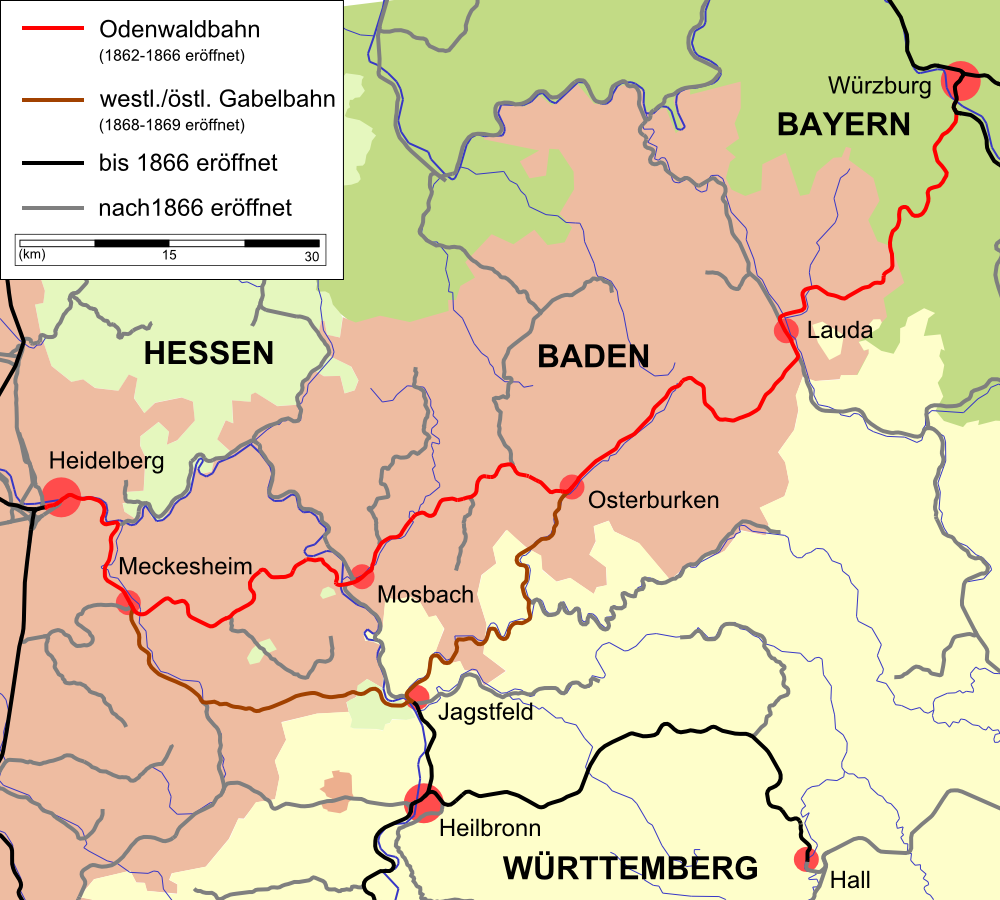
Historischer Verlauf der Badischen Odenwaldbahn

Im Jahr 1862 wurde der Bahnhof Mosbach mit dem Bau der badischen Odenwaldbahn errichtet. Das Empfangsgebäude wurde im spätklassizistischem Stil – streng symmetrisch und dreiteilig mit Fenstern mit geradem Sturz im Obergeschoss und Fenstern im Rundbogenstil mit einer ursprünglich offenen Loggia im Erdgeschoss – erbaut und prägte seitdem die Situation am westlichen Ortseingang Mosbachs.
Im Jahr 1879 wurde mit der Inbetriebnahme der Neckartalbahn eine Verbindungskurve zum neuen Bahnhof Neckarelz (heute Mosbach-Neckarelz) angelegt. Ein Verkehr auf der Odenwaldbahn Richtung Meckesheim war nach Sprengung der Neckarbrücke östlich von Neckarelz seit 1945 nicht mehr möglich.
Im Jahr 1900 wurde das Empfangsgebäude um einen Anbau anderen Baustils erweitert.
Ab dem Jahr 1905 fuhr vor dem Empfangsgebäude die meterspurige Kleinbahn Mosbach–Mudau. Dort war nur ein Gleis mit Bahnsteig vorhanden, die weiteren Bahnanlagen der Schmalspurbahn waren etwa 500 m westlich davon: Umsetzgleis, Ladegleise, eine Umladehalle mit Normalspur- und Meterspurgleis, ein Bockkran und ab 1926 auch eine Rollwagenanlage.
1973 wurde die Schmalspurbahn eingestellt, in der Folge alle Meterspurgleise entfernt.
In der zweiten Hälfte des zwanzigsten Jahrhunderts erfolgten weitere Umbauten am Empfangsgebäude, darunter Umbauten der Fenster im Erdgeschoss.

### Neuer Personenbahnhof
In den 1990er Jahren änderte sich das Gesicht der Strecke Neckarelz–Osterburken durch die geplante Einführung der S-Bahn RheinNeckar grundlegend. Ein vorbereitender Schritt hierfür war der Neubau des Mosbacher Bahnhofs. Zum einen lag der alte Bahnhof weit entfernt von der Mosbacher Innenstadt, zum anderen gab es einen Schrankenposten, der häufig für Rückstaus auf der B 27 sorgte.
Nach Unstimmigkeiten zwischen der Stadt Mosbach und der Deutschen Bahn AG (DB), die das Gelände des alten Bahnhofs für den Ausbau der B 27 abgeben sollte, kam es 1994 zur Einigung, da die Bahn die Anlagen nun nicht mehr benötigte. Das Empfangsgebäude war ein Kulturdenkmal von besonderem kunsthistorischen, eisenbahngeschichtlichen und städtebaulichen Rang und eines der wenigen wesentlichen Baukunstdenkmäler in Mosbach.

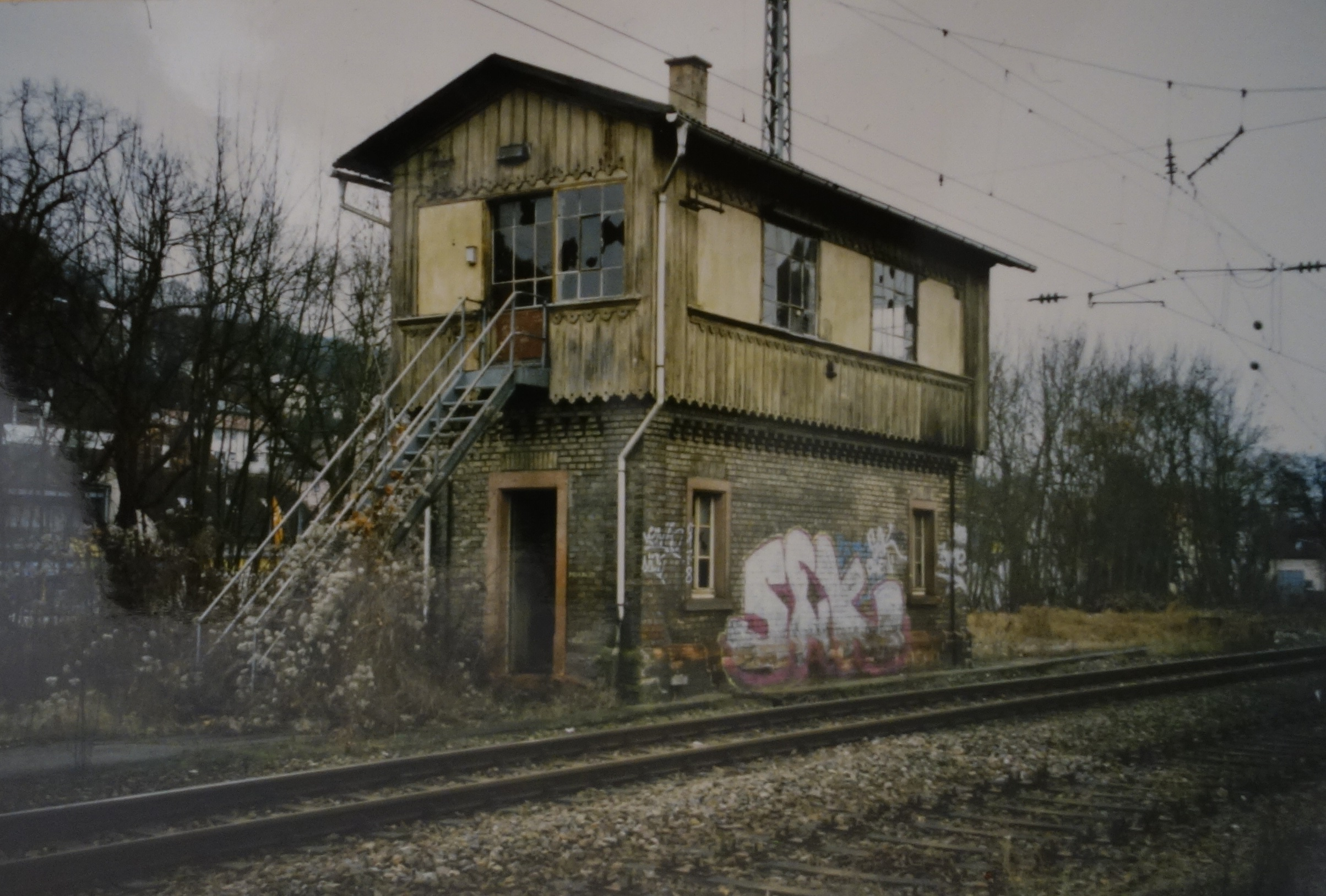
Altes Stellwerk im Gleisvorfeld, Anfang 2001, kurz vor dem Abriss. Heute verläuft hier die Bundesstraße 27.

Die alten Bahnhofsgleise wurden nach Bau der neuen Personenverkehrsanlage zurückgebaut und die verbliebenen, ungenutzten Anlagen (Bahnsteige und Güterschuppen) Anfang 2002 – kurz vor Stattfinden der Heimattage Baden-Württemberg unter dem Motto „bewahren, bewegen, begegnen“ in Mosbach – zusammen mit dem Empfangsgebäude zugunsten des vierstreifigen Ausbaus der Bundesstraße und des Baus von Geschäftshäusern trotz Protesten einer Bürgerinitiative abgerissen.
Die neue Personenverkehrsanlage, die am 24. März 1997 gemeinsam mit der 100 m entfernt gelegenen Landesgartenschau eröffnet wurde, befindet sich seitdem 300 m nördlich der alten Bahnsteige. Zwei Richtungsbahnsteige können über Rampen erreicht werden. Ihre Länge erlaubt nur noch Züge mit einer Länge von maximal fünf Wagen. Die Bahnsteighöhe von 76 cm ermöglichte von Anfang an einen Betrieb mit S-Bahn-Triebzügen sowie einen barrierefreien Zugang in diese Züge. Die Kosten für den Bahnhofsneubau und die Verlegung der umliegenden Straßen in Höhe von 53,1 Millionen DM wurden gemeinsam von der Deutschen Bahn und der Stadt Mosbach getragen.
Zum Fahrplanwechsel 2003/2004 im Dezember 2003 wurden die Linien S1 und S2 der S-Bahn RheinNeckar offiziell eröffnet.

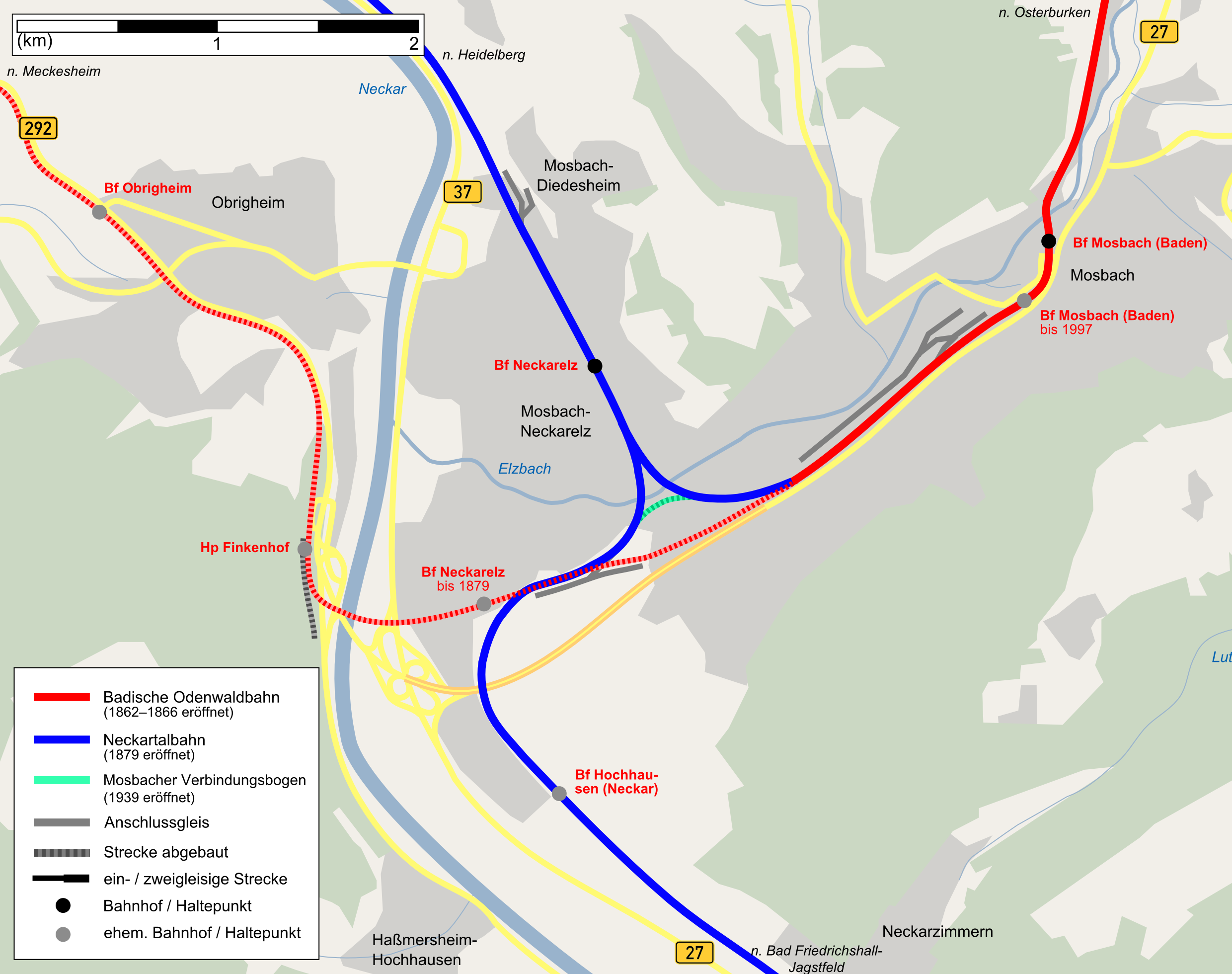
Entwicklung des Schienennetzes in und um Mosbach

## Verkehr

### S-Bahn RheinNeckar
Der Bahnhof Mosbach (Baden) liegt an Streckenkilometer 53,4 der Bahnstrecke Neckarelz–Osterburken und wird durch S-Bahn-Züge (Linie S1 und S2) der S-Bahn RheinNeckar bedient. Beide verkehren in einem 60-minütigen Grundtakt. Da sie beide zwischen Kaiserslautern und Mosbach den gleichen Streckenverlauf besitzen, herrscht auf dieser Relation ein 30-Minuten-Takt. Ergänzt wird dies durch einzelne Verstärkerzüge der Linie S3 / S4, welche morgens bzw. abends in Osterburken starten und in Germersheim enden.
| Linie   | Streckenverlauf | Takt          |
| ------- | --- | ------------- |
| S 1     | Homburg (Saar) Hbf – Bruchmühlbach-Miesau – Hauptstuhl – Landstuhl – Kindsbach – Einsiedlerhof – Vogelweh – Kennelgarten – Kaiserslautern Hbf – Hochspeyer – Frankenstein (Pfalz) – Weidenthal – Neidenfels – Lambrecht (Pfalz) – Neustadt (Weinstr) Hbf – Neustadt (Weinstr)-Böbig – Haßloch (Pfalz) – Böhl-Iggelheim – Schifferstadt – Limburgerhof – (Ludwigshafen-Rheingönheim – Ludwigshafen-Mundenheim –) (einzelne Züge) Ludwigshafen (Rhein) Hbf – Ludwigshafen (Rhein) Mitte – Mannheim Hbf – Mannheim ARENA/Maimarkt – Mannheim-Seckenheim – Mannheim-Friedrichsfeld Süd – Heidelberg-Pfaffengrund/Wieblingen – Heidelberg Hbf – Heidelberg-Weststadt/Südstadt – Heidelberg-Altstadt – Heidelberg-Schlierbach/Ziegelhausen – Heidelberg Orthopädie – Neckargemünd – Neckargemünd Altstadt – Neckarsteinach – Neckarhausen (b Neckarsteinach) – Hirschhorn (Neckar) – Eberbach – Lindach – Zwingenberg (Baden) – Neckargerach – Binau – Mosbach‐Neckarelz – Mosbach West – Mosbach (Baden) – Neckarburken – Dallau – Auerbach (b Mosbach) – Oberschefflenz – Eicholzheim – Seckach – Zimmern bei Seckach – Adelsheim Nord – Osterburken Stand: Fahrplanwechsel Dezember 2021 | 60 min        |
| S 2     | Kaiserslautern Hbf – Hochspeyer – Frankenstein (Pfalz) – Weidenthal – Neidenfels – Lambrecht (Pfalz) – Neustadt (Weinstr) Hbf – Neustadt (Weinstr)-Böbig – Haßloch (Pfalz) – Böhl-Iggelheim – Schifferstadt – Limburgerhof – Ludwigshafen-Rheingönheim – Ludwigshafen-Mundenheim – Ludwigshafen (Rhein) Hbf – Ludwigshafen (Rhein) Mitte – Mannheim Hbf – Mannheim ARENA/Maimarkt – Mannheim-Seckenheim – Mannheim-Friedrichsfeld Süd – Heidelberg-Pfaffengrund/Wieblingen – Heidelberg Hbf – Heidelberg-Weststadt/Südstadt – Heidelberg-Altstadt – Heidelberg-Schlierbach/Ziegelhausen – Heidelberg Orthopädie – Neckargemünd – Neckargemünd Altstadt – Neckarsteinach – Neckarhausen (b Neckarsteinach) – Hirschhorn (Neckar) – Eberbach – Lindach – Zwingenberg (Baden) – Neckargerach – Binau – Mosbach‐Neckarelz – Mosbach West – Mosbach (Baden) Stand: Fahrplanwechsel Dezember 2021 | 60 min        |
| S 3 S 4 | Germersheim – Speyer – Schifferstadt – Ludwigshafen (Rhein) – Mannheim – Heidelberg – Neckargemünd – Eberbach – Mosbach-Neckarelz – Mosbach (Baden) – Osterburken | einzelne Züge |

### Stadtbahn Heilbronn
Seit dem Fahrplanwechsel 2014/2015 beginnt beziehungsweise endet in Mosbach zudem die Linie S41 der Stadtbahn Heilbronn, welche die Linien S1 und S2 zwischen Mosbach (Baden) und Mosbach-Neckarelz ergänzt. Die fährt i. d. R. in Heilbronn zur Minute 18 ab und kommt zur Minute 16 in Mosbach (Baden) an, wo sie zur Minute 22 als Pendlerverkehr zurück nach Neckarelz fährt. in Neckarelz besteht Anschluss an die RE10a Richtung Mannheim und Heilbronn. Diesen wartet sie ab und fährt dann zur Minute 34 zurück nach Mosbach (Baden) zur Minute 42 startet sie dann wieder in Richtung Heilbronn.
| Linie | Streckenverlauf | Takt   |
| ----- | --- | ------ |
| S 41  | Heilbronn Hbf/Willy-Brandt-Platz – Heilbronn Industrieplatz – Neckarsulm – Bad Friedrichshall – Gundelsheim (Neckar) – Mosbach-Neckarelz – Mosbach (Baden) | 60 min |
| S 41  | Pendelverkehr: Mosbach (Baden) – Mosbach-Neckarelz – Mosbach (Baden)                                                                                       | 60 min |